# Đài Truyền hình Đài Loan
Đài Truyền hình Đài Loan (tiếng Trung: 臺灣電視公司; bính âm: Táiwān Diànshì Gōngsī) là một đài truyền hình công cộng Đài Loan, có trụ sở tại Tùng Sơn, Đài Bắc, Đài Loan. Kênh này đã sản xuất nội dung quy mô lớn từ Trung Hoa Đại Lục và một số khu vực thuộc Đài Loan, ngoài ra còn sản xuất những bộ phim truyện nổi tiếng mà nhiều nước châu Á rất hâm mộ như Tình cờ, Định mệnh anh và em yêu nhau, Thơ ngây, Ổ bánh mì tình yêu.